# Centauros Villavicencio
Corporación Deportiva Centauros Villavicencio jest kolumbijskim klubem z siedzibą w mieście Villavicencio. Klub założony został w roku 2002.

## Osiągnięcia
- Mistrz drugiej ligi kolumbijskiej Primera B Colombiana: 2002